# Теорема Гильберта о нулях
Теоре́ма Ги́льберта о нуля́х (теорема Гильберта о корнях, во многих языках, в том числе иногда и в русском, часто используют изначальное немецкое название Nullstellensatz, что переводится как «теорема о нулях») — теорема, устанавливающая фундаментальную взаимосвязь между геометрией и алгеброй. Использование этой взаимосвязи является основой алгебраической геометрии.
Данная теорема связывает понятие алгебраического множества с понятием идеала в кольце многочленов над алгебраически замкнутым полем. Впервые доказана Давидом Гильбертом (Math. Ann. 1893, Bd 42, S. 313—373) и названа в его честь.

## Формулировка
Пусть {\displaystyle k} — произвольное поле (например, поле рациональных чисел), {\displaystyle K} — алгебраически замкнутое расширение этого поля (например, поле комплексных чисел).
Рассмотрим {\displaystyle K[x_{1},\ldots ,x_{n}]} — кольцо многочленов от {\displaystyle n} переменных с коэффициентами в поле {\displaystyle K}, пусть {\displaystyle I} — идеал в этом кольце.
Алгебраическое множество {\displaystyle {\hbox{V}}(I)}, определяемое этим идеалом, состоит из всех точек {\displaystyle x=(x_{1},\dots ,x_{n})\in K^{n}} таких, что {\displaystyle f(x)=0} для любого {\displaystyle f\in I}.
Теорема Гильберта о нулях утверждает, что если некоторый многочлен {\displaystyle p\in k[x_{1},\dots ,x_{n}]} зануляется на множестве {\displaystyle {\hbox{V}}(I)}, то есть если {\displaystyle p(x)=0} для всех {\displaystyle x\in V(I)}, то существует натуральное число {\displaystyle r} такое, что {\displaystyle p^{r}\in I}.
Немедленным следствием является следующая «слабая форма теоремы Гильберта о нулях»: если {\displaystyle I} является собственным идеалом в кольце
{\displaystyle K[x_{1},\dots ,x_{n}]}, то {\displaystyle {\hbox{V}}(I)} не может быть пустым множеством, то есть существует общий нуль для всех многочленов данного идеала (действительно, в противном случае многочлен {\displaystyle p(x)=1} имеет корни всюду на {\displaystyle {\hbox{V}}(I)}, следовательно, его степень принадлежит {\displaystyle I}). Это обстоятельство и дало имя теореме. Общий случай может быть выведен из «слабой формы» при помощи так называемого трюка Рабиновича. Предположение о том, что поле {\displaystyle K} является алгебраически замкнутым, существенно: элементы собственного идеала {\displaystyle (x^{2}+1)} в {\displaystyle \mathbb {R} [x]} не имеют общего нуля.
Используя стандартную терминологию коммутативной алгебры, теорему Гильберта о нулях можно сформулировать так: для каждого идеала {\displaystyle J} справедлива формула
{\displaystyle {\hbox{I}}({\hbox{V}}(J))={\sqrt {J}}}
где {\displaystyle {\sqrt {J}}} — радикал идеала {\displaystyle J}, а {\displaystyle {\hbox{I}}(U)} — идеал, состоящий из всех многочленов, равных нулю на множестве {\displaystyle U}.
Из этого следует, что операции {\displaystyle {\hbox{I}}} и {\displaystyle {\hbox{V}}} задают биективное, обращающее порядок по включению соответствие между алгебраическими множествами в {\displaystyle K^{n}} и радикальными идеалами в {\displaystyle K[x_{1},\ldots ,x_{n}]}.

## Проективная версия Nullstellensatz
Существует также соответствие между однородными идеалами в кольце многочленов и алгебраическими множествами в проективном пространстве, называемое проективной Nullstellensatz. Пусть {\displaystyle R=K[x_{1},\dots ,x_{n}]}, {\displaystyle R_{d}} — множество однородных многочленов степени {\displaystyle d}. Тогда
{\displaystyle R_{+}=\bigoplus _{d\geq 1}R_{d}}
называется максимальным однородным идеалом. Как и в аффинном случае, введём обозначения: для подмножества {\displaystyle S\subseteq \mathbb {P} ^{n}} и однородного идеала {\displaystyle I} пусть
{\displaystyle {\begin{aligned}\operatorname {I} _{\mathbb {P} ^{n}}(S)&=\{f\in R_{+}|f(x)=0\;\forall x\in S\},\\\operatorname {V} _{\mathbb {P} ^{n}}(I)&=\{x\in \mathbb {P} ^{n}|f(x)=0\;\forall f\in I\}.\end{aligned}}}
Напомним, что {\displaystyle f} не является функцией на проективном пространстве, однако из однородности этого многочлена следует, что множество точек с однородными координатами {\displaystyle x}, в которых {\displaystyle f(x)=0}, определено корректно. Теперь, для произвольного однородного идеала {\displaystyle I\in R_{+}} верно
{\displaystyle {\sqrt {I}}=\operatorname {I} _{\mathbb {P} ^{n}}(\operatorname {V} _{\mathbb {P} ^{n}}(I)).}